# A magyar labdarúgó-válogatott mérkőzései 1959-ben
A magyar labdarúgó-válogatottnak 1959-ben nyolc találkozója volt. Három barátságos mérkőzéssel és három győzelemmel kezdte az évet a magyar csapat. A Svédország elleni meccsen játszott először a tizennyolc éves Albert Flórián.
Budapesten került sor a Szovjetunió elleni 1958-as mérkőzés visszavágójára az Európa-bajnokság selejtező keretében, most is a szovjet csapat volt a jobb. Két vereséggel nem jutott tovább az első EB-re a válogatott.
Még két Európa-kupa mérkőzés is volt az évben, Svájc ellen egy parádés 8–0 lett a végeredmény, amiből négy gólt Tichy Lajos szerzett. A másik EK meccsen Firenzében 1–1-es döntetlent értünk el az olasz csapat ellen.
Öt évvel a berni világbajnoki döntő után először mérkőzött meg a magyar és a nyugat-német csapat. Csak Grosics, Bozsik és Helmuth Rahn maradt az akkori két gárdából, most 4–3 lett az eredmény.
Szövetségi kapitány:
- Baróti Lajos

## Eredmények
| 360. mérkőzés 1959. április 19. | Magyarország                         | 4 – 0             | Jugoszlávia | Népstadion, Budapest Nézőszám: 90 000 Játékvezető: Giulio Campanati (ITA) |
| 360. mérkőzés 1959. április 19. | Sándor 37' Tichy 53' 68' Pál II. 87' | (1 – 0) Részletek |             | Népstadion, Budapest Nézőszám: 90 000 Játékvezető: Giulio Campanati (ITA) |

| 361. mérkőzés 1959. május 1. | NDK | 0 – 1             | Magyarország | Hans-Meyer-Stadion, Drezda Nézőszám: 50 000 Játékvezető: Leif Gulliksen (NOR) |
| 361. mérkőzés 1959. május 1. |     | (0 – 0) Részletek | Göröcs 68'   | Hans-Meyer-Stadion, Drezda Nézőszám: 50 000 Játékvezető: Leif Gulliksen (NOR) |

| 362. mérkőzés 1959. június 28. | Magyarország             | 3 – 2             | Svédország                  | Népstadion, Budapest Nézőszám: 72 000 Játékvezető: Nyikolaj Mihajlovics Hlopotyin (URS) |
| 362. mérkőzés 1959. június 28. | Sándor 3' Göröcs 21' 53' | (2 – 0) Részletek | T. Jonsson 62' Backmann 64' | Népstadion, Budapest Nézőszám: 72 000 Játékvezető: Nyikolaj Mihajlovics Hlopotyin (URS) |

| 363. mérkőzés 1959. szeptember 27. NEK-selejtező | Magyarország | 0 – 1             | Szovjetunió | Népstadion, Budapest Nézőszám: 90 000 Játékvezető: Jozef Kowal (POL) |
| 363. mérkőzés 1959. szeptember 27. NEK-selejtező |              | (0 – 0) Részletek | Vojnov 59'  | Népstadion, Budapest Nézőszám: 90 000 Játékvezető: Jozef Kowal (POL) |

| 364. mérkőzés 1959. október 11. | Jugoszlávia                | 2 – 4             | Magyarország                   | JNA-stadion, Belgrád Nézőszám: 55 000 Játékvezető: Cesare Jonni ITA) |
| 364. mérkőzés 1959. október 11. | M. Mujics 12' Kosztics 15' | (2 – 2) Részletek | Albert 4' 33' 69' Bundzsák 82' | JNA-stadion, Belgrád Nézőszám: 55 000 Játékvezető: Cesare Jonni ITA) |

| 365. mérkőzés 1959. október 25. Európa-kupa | Magyarország                                              | 8 – 0             | Svájc | Népstadion, Budapest Nézőszám: 70 000 Játékvezető: Ivan Ivanovics Lukjanov (RFU) |
| 365. mérkőzés 1959. október 25. Európa-kupa | Göröcs 1' 79' Tichy 19' 28' 35' 66' Sándor 22' Albert 27' | (6 – 0) Részletek |       | Népstadion, Budapest Nézőszám: 70 000 Játékvezető: Ivan Ivanovics Lukjanov (RFU) |

| 366. mérkőzés 1959. november 8. | Magyarország                                   | 4 – 3             | NSZK                     | Népstadion, Budapest Nézőszám: 90 000 Játékvezető: Elmar Saar (RFU) |
| 366. mérkőzés 1959. november 8. | Tichy 15' 80' (11-esből) Albert 47' Sándor 48' | (1 – 0) Részletek | Seeler 72' 81' Brüls 89' | Népstadion, Budapest Nézőszám: 90 000 Játékvezető: Elmar Saar (RFU) |

| 367. mérkőzés 1959. november 29. Európa-kupa | Olaszország            | 1 – 1             | Magyarország | Stadio Comunale, Firenze Nézőszám: 61 000 Játékvezető: Pieter Paulus Roomer (HOL) |
| 367. mérkőzés 1959. november 29. Európa-kupa | Cervato 56' (11-esből) | (0 – 0) Részletek | Tichy 50'    | Stadio Comunale, Firenze Nézőszám: 61 000 Játékvezető: Pieter Paulus Roomer (HOL) |

## Külső hivatkozások
- A magyar válogatott összes mérkőzése (magyarul)
- A magyar válogatott a soccerbase-en (angolul)
- A magyar válogatott mérkőzései (1959)